# Sprogø

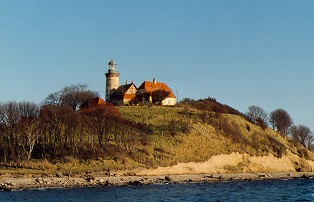
El faro de Sprogø, visto desde el sur.
Photo: Erik V. Pedersen, 1989

Sprogø es una pequeña isla de Dinamarca, ubicada en el estrecho del Gran Belt, el estrecho que separa las islas de Fionia y Selandia. Sprogø está situada casi en el punto medio del estrecho, a 6,7 km de Selandia y a 8 km de Fionia.

## Historia
La isla no alberga actualmente ninguna población permanente, pero hay datos que demuestran poblaciones de hace 8.000 años.
La isla alberga un faro, construido por el servicio postal en 1868, remplazando una estructura más antigua de 1809.
Entre 1923 y 1961 existió El Hogar de Niñas una institución que albergaba a mujeres "moralmente defectuosas". A pesar de no ser ni una cárcel ni un hospital, tanto la entrada como la salida de las recluidas estaban totalmente prohibidas  Alrededor de 500 niñas fueron llevadas a Sprogø durante ese periodo.

## En la cultura popular
- Era común amenazar a las niñas y adolescentes femeninas que "se portaban mal" con llevarlas a esa isla.[2]
- En una de las películas de los casos del departamento Q se hace referencia a la institución que existía en la isla.[3]